# SMAソーラーテクノロジー
SMAソーラーテクノロジー（SMA Solar Technology AG）は、1981年に設立され、本社がドイツのヘッセン州北部にある、ソーラーエネルギー機器サプライヤー。SMAは、太陽光発電システム向けのソーラーインバーター の製造・生産業者であり、グリッド接続、オフグリッド電源供給、およびバックアップ運用に対応する。20か国にオフィスを持つ。

## 会社概要
2023年には、この会社は3,597人の従業員を抱え、世界中で7億7,890万ユーロの売上を上げました。この会社は、太陽光発電、バッテリー蓄電システム、エネルギー管理のためのシステム技術の開発と製造に焦点を当てています。以前は、SMAは鉄道技術および産業用コンピュータの部門も含んでいました。SMAはドイツ、アメリカ、チリ、ブラジル、メキシコ、カナダ、スペイン、イタリア、フランス、中国、オーストラリア、ベルギー、インド、ポーランド、日本、イギリス、南アフリカ、アラブ首長国連邦に拠点を持っています。
2011年に、SMAは電子部品の長寿命サプライヤーの一つであるポーランドの企業dtw Sp ooを買収しました。その後、2012年には中国企業である太陽光インバーター製造会社のJiangsu Zeversolar New Energy Co., Ltd.の大部分の株式を取得し、2013年にはデンマークのDanfossの太陽光インバーター事業を買収しました。2016年4月には、資本増加の一環として、SMAはTigo Energy, Inc.の株式の27%を取得しました。SMAはまた、スマートモジュール技術TS4 Retrofitの世界販売のための独占権も取得しました。2018年1月には、デジタルエネルギーの新しい子会社であるミュンヘンを拠点とするconeva GmbHを設立しました。SMAは2019年に中国の企業を売却しました。

## 日本におけるSMA ソーラーテクノロジー
2011年に日本法人として太陽光発電用パワーコンディショナの専業メーカーであるSMAジャパンを設立。翌年には、「SUNY BOY3.5kW機/4.5kW機」で欧米メーカー初のJET認証（電気安全環境研究所による電気用品安全法に基づく認証）を取得。2013年に竣工した日本最大の太陽光発電所　鹿児島七ツ島メガソーラー発電所で、SMAのパワコンが採用された。
2013年には「SUNNY CENTRAL 700kW機発売開始」
2015年「MV POWER STATION」を発表
2018年「SUNNY CENTRAL STORAGE」系統用ストレージソリューションの販売開始
2019年「SUNNY HIGHPOWER PEAK3」発売開始

## 歴史

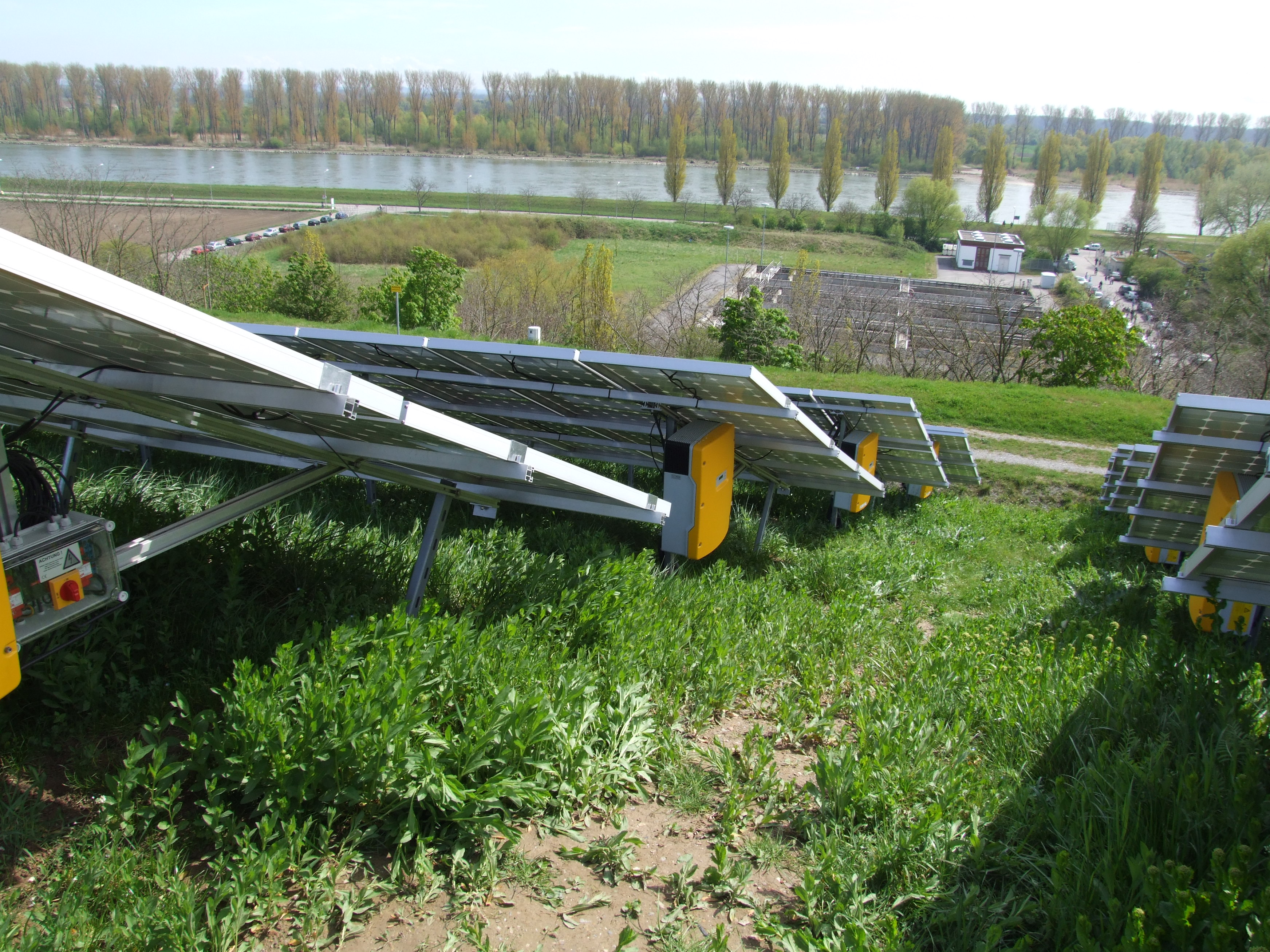
太陽光発電用のモジュールの隣に取り付けられたSunny Mini Central

この会社は、Werner Kleinkaufと前取締役であるGünther Cramer（1952年-2015年）、Peter Drews、およびReiner Wettlauferによって設立され、カッセル大学から独立した会社として設立され、その後2004年にSMA Technologie AGに改名されました。2006年に、Pierre-Pascal Urbonが取締役会を拡大しました。2008年6月に、現在のSMA Solar Technologyという名称に変更され、太陽光エネルギービジネスへの集中と会社の国際化を強調しました。同時に、鉄道技術部門はSMA Railway Technology GmbHとして分社化され、2017年に中国のBeijing Dinghanに売却されました。

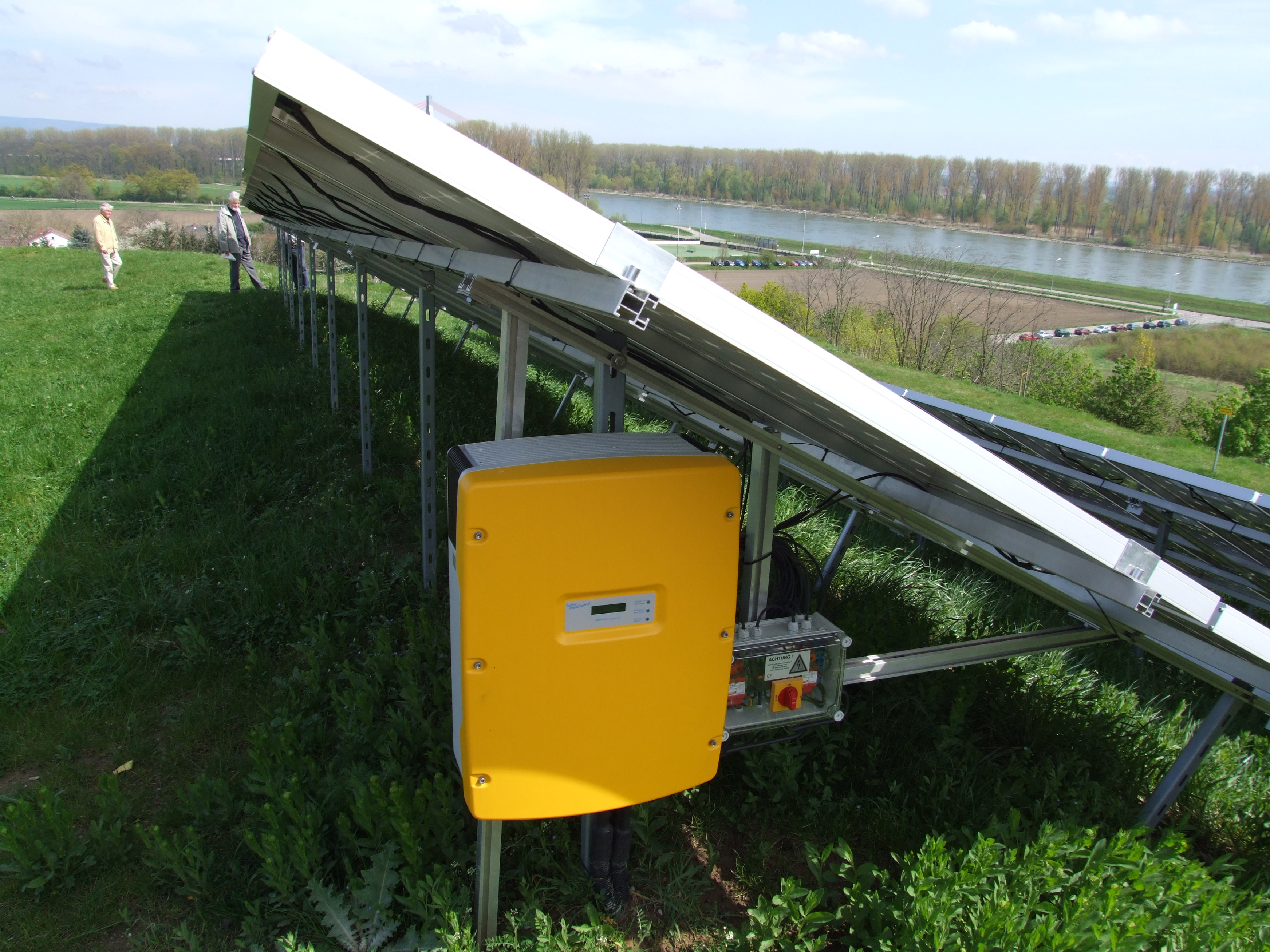
「ライン川を下って、Speyerの地上設置システムに取り付けられたSunny Mini Central」

2009年6月の年次株主総会後に大規模な取締役会の変更実施されました。創業者の一人であるReiner Wettlauferは監査役会に加わりました。また、Roland Grebeが最高技術責任者として、Marko Wernerが最高マーケティング＆セールス責任者として追加されました。両者とも会社で20年以上の経験を持っています。2010年4月には、取締役会にJürgen Dolleが人事担当として、Uwe Hertelが運用担当として加わりました。2011年の年次株主総会以降、Pierre-Pascal UrbonはCEOとなり、会社の戦略的方向と国際化の継続を担当しました。創業者の二人、DrewsとCramerは監査役会に加わりました。Uwe Hertelは2011年に取締役会を退任しました。2012年11月には、Lydia Sommerが取締役会に加わり、Urbonから財務および法務の責任を引き継ぎました。以前は最高経営責任者および最高財務責任者としてこの業務を兼務していました。2013年5月以降、Lydia Sommerは人事および労使関係担当も兼任し、Jürgen Dolleが取締役会を退任した後、その役割も担当しました。2015年1月には、Martin Kinneがセールスおよびサービスの取締役会責任者を引き継ぎました。
2015年の会社の変革の一環として、SMAの監査役会は取締役会のメンバー数を減らしました。Lydia Sommerは2015年2月に、Martin Kinneは2015年12月に取締役会を退任しました。2016年1月から、SMAの取締役会は以下のメンバーで構成されています：Roland Grebe（人事とITの担当取締役）、Juergen Reinert（運用と技術の担当取締役）、Pierre-Pascal Urbon（最高経営責任者、戦略、財務/法務、セールスの担当取締役）
Roland Grebeは2016年12月31日をもって取締役会を退任しました。2017年1月1日から、SMA Solar Technology AGの取締役会は以下のメンバーで構成されています：Ulrich Hadding（財務、人事、法務の担当取締役）、Jürgen Reinert（副最高経営責任者、技術と運用の担当取締役）、Pierre-Pascal Urbon（最高経営責任者、戦略、セールス、およびサービスの担当取締役）).
Pierre-Pascal Urbonは、自身の要望により、2018年12月31日に会社を退任し、2018年10月15日に監査役会と合意のもとで取締役会から辞任しました。Ulrich Haddingは、SMA Solar Technology AGの最高財務責任者、人事担当、法務担当であり、長年にわたる勤務の後、自身の要望により2022年5月31日に会社を退任しました。その後任として、thyssenkrupp Materials Trading GmbHおよびthyssenkrupp Materials Trading Group国際部門の取締役兼CFOのBarbara Gregorが取締役会に任命されました。Jürgen Reinertは現在、SMA Solar Technology AGの最高経営責任者であり、運用と技術に加えて戦略、セールス、およびサービスを担当しています。Barbara Gregorは、SMAの取締役会における財務、法務、および資本市場コミュニケーションの担当をしています。

## 製品
SMAは、製品ラインアップとして太陽光発電用のインバータを販売しており、家庭用システムにはSunny Boyという名前を、中規模のプラントから数メガワットの範囲までの中規模プラントにはSunny TripowerとSunny Highpowerという名前を、地上設置システムと太陽光発電ファームにはSunny Centralという名前を使用しています。これらの製品は、太陽光発電の自己消費とユーティリティグリッドへの電力供給のために500 kWから数メガワットの範囲で利用されています。 SMAは、独立型のシステムやオフグリッドおよびオングリッドのバッテリーシステム向けにSunny Islandを生産しています。さらに、あらゆるサイズのグリッド連動型バッテリーシステム向けにSunny Boy StorageおよびSunny Central Storageも製造しています。コンテナ内にPCS/変圧器/RMU/制御電源がコンパクトに設置・配線されて据付と試運転の時間・コストを大幅短縮できるMedium Voltage Power Stationやリパワリングに対応したSunny Highpower PEAK3も製造しています。インバータ製品には、エネルギー管理、システムモニタリング、データ分析のコンポーネントも含まれており、大規模な太陽光発電発電所の運用および保守に関するサービスも提供されています。.

## 株式
この会社の株式は、2008年6月27日以来、フランクフルト証券取引所のPrime Standardに上場されている。2018年9月24日、ドイツ取引所によるDAXインデックスの再編成に伴い、SMAの株式はTecDAXからSDAXに移動した。現在、この会社の株式の25%が浮動株で取引されている。